# Pangea Software
Pangea Software est une entreprise américaine de création de jeux vidéo fondée en 1987 à Austin au Texas. Elle a à son actif de nombreux jeux originaux dont Nanosaur et Otto Matic. Auparavant l'entreprise développait des jeux principalement destinés aux Macintosh, aujourd'hui elle se concentre sur des jeux réservés à l'iOS.

## Productions

### Sur Mac OS 9
- 1987 - Xenocide
- 1993 - Fire Fall
- 1995 - Mighty Mike
- 1996 - Gerbils
- 1998 - Nanosaur
- 1999 - Bugdom

### Sur Mac OS X
- 2000 - Cro Mag Rally
- 2001 - Otto Matic
- 2002 - Bugdom 2
- 2003 - Enigmo
- 2005 - Billy Frontier
- 2004 - Nanosaur 2
- 2006 - Enigmo 2
- 2006 - Pangea arcade

### Sur iPhone et iPod Touch
- Otto Matic
- Beer Bounce
- Nanosaur 2
- Cro-Mag Rally
- Enigmo
- Billy Frontier
- Bugdom 2
- Animatter
- Monkey Bongo
- Nucleus
- Air Wings
- Air Wings Intergalactic

## Autres produits
Pangea Software développe aussi des programmes concernant la photographie, elle propose ainsi un service de photos panoramique à 360° destiné à l'iPod touch et l'iPhone appelé PangeaVR.